# ARC Tayrona
L'ARC Tayrona (pennant number : S-28) est un sous-marin colombien des années 1970, l’un des deux sous-marins allemands de type 209/1200 achetés par la Colombie. Il a été lancé le 16 juillet 1974 au chantier naval Howaldtswerke-Deutsche Werft à Kiel et mis en service dans la Marine nationale colombienne le 18 juillet 1975. Le navire, réparé et modernisé à plusieurs reprises, est toujours en service actif en 2017.

## Conception
L’ARC Tayrona est l’un des dizaines de navires de Type 209 allemand, conçus au bureau d'études Ingenieurkontor Lübeck et construits pour l’exportation. Le navire appartient à la deuxième série (projet IK 68), sur la base du déplacement approximatif du type 209/1200, rallongé de 1,6 m par rapport aux premiers navires du type.
Le Tayrona est un sous-marin côtier à double coque de taille moyenne. La longueur totale est de 55,9 mètres, la largeur de 6,3 mètres et le tirant d'eau de 5,5 mètres,. La hauteur, du bas de la quille au sommet du kiosque, est de 11,3 mètres, et le diamètre de la coque rigide en acier amagnétique HY-80 est de 6,2 mètres. Le déplacement en surface est de 1140 tonnes, et sous l’eau de 1248 tonnes. Le navire est propulsé, à la surface comme en immersion, par un moteur électrique à courant alternatif Siemens d’une puissance de 5000 ch à 200 tours par minute, alimenté par des batteries rechargées par des générateurs AEG actionnés par quatre moteurs diesel MTU 12V 493 à quatre temps et 12 cylindres. Le système de propulsion à arbre unique permet d’atteindre une vitesse de 11,5 nœuds en surface, 12 nœuds au schnorchel et 22 nœuds en immersion. Le rayon d'action est de 6000 milles marins à une vitesse de 8 nœuds au schnorchel et de 400 milles à une vitesse de 4 nœuds en immersion. Le gouvernail cruciforme est situé devant l’hélice à cinq pales. Les réservoirs de carburant contiennent 85 tonnes de gazole, et l’électricité est stockée dans quatre batteries de 120 cellules, d’une capacité de 11 500 Ah et d’un poids de 257 tonnes. La profondeur d’immersion autorisée est de 250 mètres, et l’autonomie est de 30 jours.
Le navire est équipé de huit tubes lance-torpilles d’étrave de calibre 533 mm, avec un approvisionnement total de 14 torpilles,. L’équipement radioélectronique comprend un radar de navigation, un téléphone sous-marin UT-Anlage, un système de conduite de tir H.S.A.M-8, un sonar actif SRS M-1 H Atlas, un sonar passif AN 5039A1(GES). De plus, le navire dispose de deux périscopes, de deux radeaux de sauvetage, d’un ponton, d’une ancre et d’une boucle de démagnétisation MES.
L’équipage du navire se composait initialement de 5 officiers et 26 sous-officiers et marins,. Après la modernisation de 2009-2013, il se compose de 34 personnes dont 7 officiers.

## Engagements
L’ARC Tayrona a été commandé par le gouvernement colombien en 1971. et construit au chantier naval Howaldtswerke-Deutsche Werft à Kiel (numéro de chantier 62),. Sa quille a été posée le 1er mai 1972, il a été lancé le 16 juillet 1974, et mis en service dans la marine colombienne le 18 juillet 1975.
En 1991, le navire a été réparé au chantier naval HDW. Les batteries ont été remplacées. Une autre révision plus longue a eu lieu entre 1999 et 2002, cette fois au chantier naval national COTECMAR à Carthagène. Le sonar a été remplacé par un bloc d’alimentation de type CSU 2-2 83-55) . En décembre 2008, la Colombie a commandé un lot de matériel au chantier naval HDW et a demandé un soutien technique pour la modernisation du navire au chantier naval COTECMAR. L’accord a été signé le 14 janvier 2009 et la modernisation du navire a commencé à la mi-2009. Elle comprenait l’installation de nouveaux moteurs et batteries de propulsion, le remplacement du système de conduite de tir par un ISUS 90-III et du système de reconnaissance électronique par un UME-100,, ainsi que l’adaptation des tubes à de nouvelles torpilles lourdes et la réparation des périscopes. Le navire a repris du service au début de l’année 2013.